# Балантак (народ)

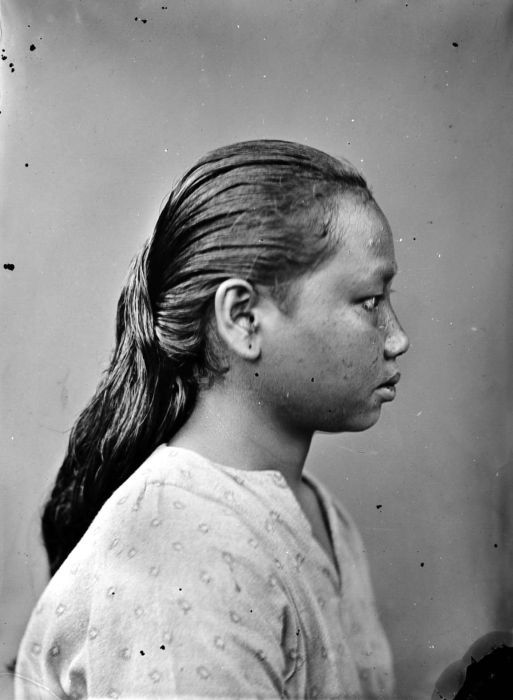

Балантак — народ, проживающий на территории Индонезии. Живут на востоке острова Сулавеси, а также на севере Бангайского архипелага в пределах округа Бангай, входящего в состав провинции Центральный Сулавеси. Общая численность 45 тыс. человек.

## Язык
Говорят на языке балантак, или косиан западно-австронезийской группы австронезийской семьи. Также распространен индонезийский язык.

## Хозяйство
Занимаются ручным земледелием — выращивают суходольный рис, ямс, таро, просо, переходят к возделыванию заливного риса. Важное значение в хозяйстве имеет кокосовая пальма. Так же хорошо развито рыболовство на побережье.

## Поселения
Традиционные поселения — разбросанные, современные — компактные. Дома свайные, из бамбука и саговой пальмы, прямоугольные.